# Gabriel Luna
Gabriel Luna, född 5 december 1982 i Austin, är en amerikansk skådespelare.
Luna har bland annat medverkat i TV-serierna The Last of Us och FUBAR från 2023. Han har även medverkat i filmen Terminator: Dark Fate från 2019.

## Filmografi (i urval)
- 2019 – Terminator: Dark Fate
- 2023 – The Last of Us (TV-serie)
- 2023 – FUBAR (TV-serie)